# Manasse
För kungen av Juda rike, se Manasse (kung).
Manasse var patriarken Josefs förstfödde son vars ättlingar kom att räknas som en egen stam.